# 麥克維爾 (密蘇里州)
麥克維爾（英語：Mackville）是位於美國密蘇里州林肯縣的非建制地區。

## 歷史
麥克維爾的郵局於1877年設立，其後於1902年停運。

## 地理
麥克維爾所處的海拔為高於海平面188米（即617英呎），而該地所採用的時區為UTC-6，即北美中部時區（CST）。同時該地設有夏令時間，為UTC-6調快一小時，即UTC-5（CDT）。